# سیلوسوو
سیلوسوو (انگلیسی: Silosovo) یک شهرک در شهرستان بورایفسکی باشقیرستان کشور روسیه است.